# Patrick Fandio
Patrick Hugue Fandio, né le 14 mars 1975 à Garoua au Cameroun, est un journaliste, grand reporter international, chroniqueur français d'origine camerounaise.

## Biographie
Né en 1975 à Garoua,, Patrick Fandio effectue sa scolarité à l’école publique de Messa, au CES de Ngoa Ekelle à Yaoundépuis au lycée de Bangangté, dans le département d'origine de ses parents. 
Sa première expérience de journalisme remonte à la section Communication du club Unesco de son lycée. Il y anime, au détriment de ses études et avec une bande de passionnés, l'Hebdomadaire. C'est une feuille de papier qui reprend informations, vie du lycée, ragots...
Patrick Fandio arrive en France en 1993 après l'obtention d'un baccalauréat scientifique (série D). Après une licence en « Information et communication » obtenue à l'Université de Nancy II, il passe le concours du Celsa et y poursuit ses études à l'école de journalisme, où il noue d’excellentes relations avec Rachid Arhab.
En juillet 2021, il est nommé au Conseil présidentiel pour l’Afrique (CPA) par le Président Emmanuel Macron,.

## Carrière
Au début de sa carrière, Patrick Fandio est porté sur la radio. Il est poussé vers la télé en fin de cursus lorsque Rachid Arhab envoie sa cassette au comité de sélection des stages en 1998. Il est retenu sur France 2. 

### Journaliste
En 1988, Patrick Fandio remplace au pied levé un journaliste sur un Tour de France 1998 très médiatisé à cause du dopage. À la suite de cette expérience, il est embauché sur France 2 comme rédacteur et reporter. Au fil des années il couvre l’actualité internationale et les grands événements médiatiques : le tremblement de terre en Turquie, les coulées de boue en Algérie, le 11 septembre, l’Erika, le Concorde, etc. 
La chaine de télévision TF1 l'embauche en janvier 2003.

### Grand reporter
À vingt-huit ans, il est nommé Grand reporter international pour TF1 en septembre 2003.

### Chroniqueur
Sur France Info, il anime deux émissions: En français dans le texte et Leur mot préféré.

### Écrivain
- Il est l'auteur du livre En Français dans le monde : Les expressions francophones les plus savoureuses paru en 2007[6],[7].